# 무각거북고둥과
무각거북고둥과(Clionidae)는 무각익족류 복족류의 한 과이다.

## 기원
그리스 신화에 등장하는 무사(Μουσα,muse)의 클리오에서 유래한다.

## 외형
투명한 몸으로 인해 해파리로 많은 오해를 받지만 고둥의 일종이다. 완전히 성장하면 껍질이 사라진다. 이는 무각익족류의 공통된 특징이다.
크기는 약 0.5~1cm로 100원짜리 동전보다 작으며 몸은 투명한 부분이 많아 주황색 내장이 모두 보인다. 두 개의 더듬이와 1대 2장의 날개 다리(pteropods)가 있으며, 이를 움직여 날듯이 헤엄친다. 이는 지느러미가 아닌 발이며, 익족목 자체의 고유한 특징이다.
더듬이 안에는 6개의 촉수가 있으며, 이 촉수를 벌려 먹이를 섭취한다.

## 분포
양 극을 둘러싸는 한류 역에 분포하며, 유빙에 붙어있다.
- 홋카이도 연안의 바다에서 Clione elegantissima를 1년 내내 볼 수 있다.

- 오호츠크 해 연안에서는 봄 클리오네와 겨울 클리오네를 볼 수 있다. 이들은 출현 시기와 크기는 다르지만 같은 종으로 밝혀졌다.

- 캐나다 서해안의 클리오네는 몸 길이가 한층 길고, 내장이 초록색을 띠는 경우가 있다. 이는 먹이의 차이로 발생하는 현상이다.

## 먹이
머리가 반으로 갈라져서 두 개의 더듬이 사이로 버칼콘(buccal cone)이라 불리는 6개의 촉수가 갈라져서 올바른 위치로 먹이가 왔을 때 먹이를 잡아 완전히 삼킨다.
유년기에는 식물성 플랑크톤만 섭취하지만, 성체가 되면 육식성으로 변해 극지 플랑크톤과 유각익족류를 섭취한다. 유각익족류가 없을 때는 갑각류를 섭취하며, 이렇게 먹이를 한 번 먹으면 반 년에서 1 년 반 동안 먹이를 먹지 않고도 살 수 있다.

## 생활사
자웅동체로, 교미 후 4시간동 수정이 이루어지며, 식물성 플랑크톤의 번식기인 봄철의 벤쿠버 앞바다 혹은 늦가을부터 초여름의 오호츠크 해에 산란기를 갖는다.
1cm 길이의 비교적 작은 남부 개체들은 약 150~200개, 4~8cm 길이의 비교적 큰 북부 개체들은 약 1200~1800개의 알을 낳는다. 알들은 일반적으로 0.12mm정도의 아주 작은 크기이다.
종마다 크기는 다르지만, 일반적으로 약 1~2cm까지 성장한다. 가장 큰 종인 clione limacina는 최대 8.5cm까지 자란다.
클리오네는 1년 만에 성장하며, 수명은 2~3년이다.

## 종

### 무각거북고둥(Phipps, 1774)
북극해 및 북태평양과 북대서양의 차가운 물 속에서 살며, 1676년 프리드리히 마르텐스가 처음 발견했고 1774년 피프스 남작이 학명을 기재했다. 무각익족류로서는 처음 발견된 종이다.

## 종 위협
인간 활동에 의해 방출된 이산화탄소는 바다가 더 산성화 되도록 한다. 이 과정을 "해양 산성화"라고 하는데, 더 산성화된 바다는 조개를 만드는 생물의 활동과 생존을 어렵게 한다. 그 생물들 중에서는 아주 얇은 껍질을 가진 바다달팽이 등을 포함하며, 이를 먹이로 하는 무각익족류의 생존을 어렵게 한다.
또한, 무각익족류는 플랑크톤을 먹고 사는 고래와 일부 물고기들(주로 연어)의 먹이가 되기도 한다.

## 문화
일본에서는 행운의 동물로 알려져 있으며 "바다의 천사"라고도 불린다. 쾌걸 근육맨 2세에서는 이 동물을 모티브로한 클리오네맨이라는 초인이 등장한다.